# Mireditha cribrata
Mireditha cribrata es una especie de insecto coleóptero de la familia Chrysomelidae.
Fue descrita científicamente en 1981 por Tan.